# Willy Brandt
Willy Brandt (eredeti nevén Herbert Ernst Karl Frahm, Lübeck, 1913. december 18. – Unkel, 1992. október 8.) Nobel-békedíjas német újságíró, politikus. 1957 és 1966 között Nyugat-Berlin főpolgármestere, 1966 és 1969 között a Német Szövetségi Köztársaság külügyminisztere, majd 1974-ig a második világháború utáni első szociáldemokrata kancellárja. Emellett 1964 és 1987 között az SPD, 1976 és 1992 között pedig a Szocialista Internacionálé elnöke.

## Ifjúkora
1914-ben keresztelték meg Lübeckben. Édesapját, John Möllert nem ismerte. Édesanyja, Martha Frahm eladónő és mostohanagyapja, Ludwig Frahm nevelte fel, törvénytelen gyermekként sok hátrány érte. Édesanyja 1927-ben újra férjhez ment, Herbert Frahm pedig nagyapjánál maradt. Ludwig Frahm az SPD tagja volt, többször indult a lübecki helyhatósági választásokon, ez is meghatározta az unoka későbbi politikai meggyőződését.
1927-ben egy lübecki reáliskolába járt, majd 1928-ban a neves lübecki Johanneum tanulója lett, ahol 1932-ben érettségizett. Az érettségit engedélyező okiraton tervezett szakmájaként az újságírást jelölte meg, miután már gyerekkorában írt a szociáldemokrata párt helyi lapjába. Az érettségi letétele után dolgozni kezdett, egy hajókereskedő alkalmazottja lett. Továbbra is írt cikkeket, amelyeket ekkortól írt alá Willy Brandt néven. Ez volt Frahm mozgalmi neve, ami a második világháború után hivatalos nevévé vált.
Fiatalon, 1929-ben csatlakozott a Szocialista Ifjúság nevű mozgalomhoz, majd 1930-ban a Szociáldemokrata Pártba (SPD) is belépett, de egy évvel később átlépett a radikálisabban baloldali Német Szocialista Munkáspártba (SAPD). Átlépésének oka az volt, hogy korábbi pártját nem tartotta elég radikálisnak és elszántnak a társadalmi változások terén. Az új pártban a lübecki alapszervezet vezetőségébe választották.
1933-ban, a nemzetiszocialista uralom kezdetén pártját betiltották. Brandtot pártja az illegalitás megszervezésére Norvégiába küldte, aki Oslóban létrehozta az SAPD helyi irodáját. Történelmet kezdett el hallgatni, de publicisztikai és pártszervezési tevékenysége miatt tanulmányait nem fejezte be. 1936-ban néhány hónapot ismét Németországban (Berlinben) töltött Gunnar Gaasland álnév alatt, ahol Jacob Wachsler megbízásából felvette a kapcsolatot az SAPD illegalitásban élő tagjaival. Fedőtörténete szerint egy norvég lap tudósítójaként dolgozott és norvég akcentussal beszélte a németet. A valódi Gaasland Brandt fiatalkori barátnőjének férje volt. Bár a házasság csak papíron létezett, a feleség így norvég állampolgársághoz jutott. Gaasland rendelkezésre bocsátotta a nevét. 1937-ben Brandt a polgárháborús Spanyolországban dolgozott több norvég lap megbízásából haditudósítóként.

## A II. világháború alatt
Német állampolgárságától 1938-ban megfosztották, ezért norvég állampolgárságért folyamodott. A Norvégiát megszálló német csapatok 1940-ben elfogták, de személyazonosságára nem jöttek rá, mivel norvég egyenruhát viselt, így elengedték. Ezután a semleges Svédországba szökött. Norvég állampolgárságát 1940 augusztusában, Svédországban kapta meg.
Stockholmban két svéd újságíróval egy norvég-svéd hírügynökséget alapított, amely hetven lapot látott el hírekkel. A háború végéig Stockholmban maradt, ahol az SAP és az SPD közelítésén fáradozott. Emellett számos svéd és később vezető pozíciót betöltő értelmiségivel (pl. Bruno Kreisky, Gunnar Myrdal, Alva Myrdal) kiadta a Demokratikus szocialisták békecéljai című kiáltványt, amelyben lefektették a népek önrendelkezési jogának fontosságát, mindezt egy nemzetközi jogrendbe beépülve.

## Főpolgármesterként
1945-ben tért vissza Németországba, és újságíróként tudósított a nürnbergi perről, majd 1946-tól a norvég kormány alkalmazottjaként Berlinbe költözött. 1948-ban ismét csatlakozott az SPD-hez, visszaszerezte német állampolgárságát, és hivatalosan is felvette a Willy Brandt nevet. Az 1956-os magyar forradalom szovjet vérbefojtása és Hruscsov Berlin-politikája miatt fokozatosan pártja jobbszárnyához közeledett.
A magyarországi felkelés megmutatta, hogy a szellem hatalma erősebb, mint a hatalom szelleme.
A megosztott Berlin számára igen kényes időszakban, 1957-ben Nyugat-Berlin főpolgármesterévé választották. Ezt a posztot 1966-ig töltötte be. Polgármestersége alatt épült a berlini fal, amely ellen élesen tiltakozott.
1964-ben az SPD elnökévé választották és a pártot egészen 1987-ig vezette. Pártja színeiben kétszer is alulmaradt a kancellári posztért folytatott küzdelemben a konzervatív Kereszténydemokrata Unió (CDU) jelöltjeivel szemben: 1961-ben Konrad Adenauer, 1965-ben Ludwig Erhard előzte meg. 1966-ban az NSZK-ban nagykoalíció jött létre a kereszténydemokrata Kurt Georg Kiesinger vezetésével, ahol Brandt külügyminiszter, illetve kancellár-helyettes lett.

## Kancellárként
Az 1969-es választások után végül az SPD a Német Szabaddemokrata Párttal (FDP) közösen alakíthatott kormányt és Brandt lett a kancellár, 1974-ig.

### Külpolitikája
Kancellárrá választása után Brandt nagy hangsúlyt helyezett az NSZK-nak az NDK-hoz, Lengyelországhoz a Szovjetunióhoz és keleti blokk egyéb országaihoz fűződő kapcsolatainak normalizálására, az enyhülésre, az új keleti politikára (Ostpolitik). Célja a kialakult erőviszonyok tudomásul vételén keresztül a kapcsolatok kiépítése volt.
Az új politika egyik jelképévé vált a „varsói térdhajtás”, amikor Brandt 1970-es varsói látogatása során meglátogatta a varsói gettófelkelés áldozatainak emlékművét és ott váratlanul és a protokollt felrúgva letérdelt. (A látogatás során a két állam egyezményt írt alá, ami a második világháború után huszonöt évvel több kényes vitát zárt le.)
Brandt kelet-politikája jelentősen megosztotta a nyugat-német társadalmat: míg egyesek árulásnak minősítették a kommunista diktatúrák felé való nyitást, mások úgy értékelték, hogy ezzel Brandt megtette az első lépést a keleti blokk hidegháborús stratégiájának felőrlésére, illetve politikája nyomán a keleti országokban ráirányította a figyelmet a kommunista berendezkedés feloldhatatlan belső ellentmondásaira, és ezzel hozzájárult a kommunista diktatúrák bukásához.
Tevékenységének elismeréseként a Time 1970-ben Brandtot választotta az Az év emberének, 1971-ben pedig neki ítélték a Nobel-békedíjat.

### Belpolitikája
Brandt egy társadalmilag meglehetősen feszült korszakot követően került a kancellári posztra: az 1960-as évek társadalmi változásai jelentősen megrázták Nyugat-Németországot is, az Egyesült Államokban és Európában egyaránt terjedő diákmozgalmak és lázadások elérték az NSZK-t. A fiatalabb német generáció szembekerült az idősebb, konzervatív társadalommal, amelynek „náci múltja” és számukra elfogadhatatlanul elavult erkölcsei ellen lázadt. Ebben a közegben Brandt náci-ellenes múltja, illetve a kommunistákkal szembeni határozott, de kapcsolatépítő politikája révén jelentős és széles körű népszerűségre tett szert.

### Lemondása
1972-től Brandt egyik személyes titkára Günter Guillaume volt. Guillaume-t még az '50-es években küldte illegális hírszerzőként az NSZK-ba az NDK titkosszolgálata, a Stasi. Guillaume, miután Brandt egyik legközelebbi munkatársa lett, hozzáférhetett titkos iratokhoz és részt vehetett bizalmas beszélgetéseken is. A nyugatnémet elhárítás már 1973 közepétől figyelte, de csak 1974 tavaszán tájékoztatták a kancellárt az ügyről. Guillaume-t 1974. április 25-én tartoztatták le.
Az ügy önmagában kényes kérdéseket vetett föl. Az NSZK számára rendkívül kellemetlen volt, hogy egy keletnémet kém éveken át a szövetségi kormány legfelső szintjén dolgozhatott. Mindemellett Guillaume olyan információkkal is rendelkezhetett Brandt magánéletéről, amelyet a SPD vezetői kockázatként értékelhettek.
1974. május 5-én, tíz nappal Guillaume letartóztatása után Willy Brandt bejelentette lemondását a kancellári tisztségről.

## A kancellári periódus után
Kancellári megbízatása után újra az SPD vezetője lett, 1987-től mint tiszteletbeli elnök, és továbbra is megőrizte Bundestag tagságát. Brandt 1979 és 1983 között tagja volt az Európai Parlamentnek, illetve tizenhat éven át irányította a Szocialista Internacionálét (1976-1992)
1977-ben Brandt megbízást kapott egy bizottság vezetésére, amely a harmadik világ és a fejlett országok viszonyát, a déli országokban működő társadalmi rendszereket vizsgálta. A világ Brandt-jelentésként ismerte meg a munkáját, amely változtatások szükségességére hívta fel a figyelmet a harmadik világ számára nyújtott fejlesztési támogatások terén.
Brandt más neves személyiségekkel egyetemben felszólalt Rudolf Bahro keletnémet politikus és gondolkodó szabadon bocsátásáért, akit azért csuktak le a keletnémet hatóságok, mert a fennálló rendszer szükséges belső reformjáról publikálta Die Alternative című művét. Baro szabadon bocsátása után az NSZK-ba távozott, ahol találkozott Brandttal. 1989-ben Brandt az elsők között állt ki a német újraegyesítés mellett. Gyakran idézett kijelentése az egyesítés kapcsán: „Összenő, ami összetartozik.”
Egyik utolsó közéleti szerepvállalása volt, amikor 1990-ben Irakba repült, hogy kiszabadítsa azokat a nyugati civileket, akiket Szaddám Huszein túszként tartott fogva, miután csapataival megszállta Kuvaitot. Brandt sikeresen tért vissza Németországba a 174 kiszabadított tússzal.

## Halála, emlékezete
Brandt vastagbélrák következtében, 79 évesen hunyt el a németországi Unkelban. Állami temetés keretében, Berlinben helyezték örök nyugalomra.
Nevét világszerte több intézmény viseli. 2011 óta emlékére Nemzetközi Willy Brandt-díjat adományoznak azoknak, akik példamutató módon fáradoznak a különböző kultúrák, ideológiák közötti különbségek megértetése érdekében. A 2020-ban megnyitott új berlini nemzetközi repülőtér az ő nevét viseli.

## Művei magyarul
- Békepolitika Európában; Kossuth, Bp., 1970
- Willy Brandt–Bruno Kreisky–Olof Palme: Levelek és beszélgetések; Kossuth, Bp., 1976
- Szervezett őrület. Fegyverkezési verseny vagy éhínség a világban; ford. Szentmiklósi Tamás; Kossuth, Bp., 1987

## Fordítás
- Ez a szócikk részben vagy egészben  a   Willy Brandt című angol Wikipédia-szócikk ezen változatának fordításán alapul.  Az eredeti cikk szerkesztőit annak laptörténete sorolja fel. Ez a jelzés csupán a megfogalmazás eredetét és a szerzői jogokat jelzi, nem szolgál a cikkben szereplő információk forrásmegjelöléseként.